# Ñuqanchik
Ñuqanchik (del quechua sureño: ‘nosotros [inclusivo]’; quechua ayacuchano [ɲuxant͡ʃik]) es un noticiero televisivo peruano en lengua originaria transmitido a través de Radio Nacional del Perú y TV Perú en horario matutino. Este programa se caracteriza por ser producido enteramente en quechua, siendo el primero de la televisión nacional.

## Historia
En su discurso de toma de mando, el expresidente Pedro Pablo Kuczynski manifestó su visión de que el Estado se comunique con la población cuya lengua fuese distinta del español, como quechua y aimara principalmente. En una de sus primeras entrevistas el entonces presidente ejecutivo del Instituto Nacional de Radio y Televisión del Perú (IRTP), Hugo Coya anunció sus deseos de producir programas en lenguas originarias y específicamente habló de este proyecto.
El noticiero fue anunciado en octubre de 2016 cuando el Ministerio de Cultura volvió a obtener la custodia de la IRTP. Meses después, comenzó a emitirse el lunes 12 de diciembre de 2016 en el horario de 5:30 a.m. a 6:00 a.m. Este incluyó un saludo del entonces ministro Salvador Del Solar.

## Presentadores
La conducción del programa informativo original estuvo a cargo de Clodomiro Landeo y Marisol Mena, ambos periodistas y quechuahablantes. Landeo, proveniente de Apurímac, tiene 17 años de labor en Radio Nacional. Mientras que Mena, fue elegida entre más de 200 personas que se presentaron al casting. Su productora inicial fue Carol Ruïz, periodista de investigación y experimentada reportera de noticieros y dominicales. Durante los años siguientes, los conductores han ido variando. La creación de Ñuqanchik dio origen al noticiero en aimara Jiwasanaka, el magacín en ashaninka Ashi Añane, y fue de gran influencia para la realización de otros programas en quechua en otras instituciones estatales.  
En 2020, el nuevo director de TV Perú, Eduardo Guzmán Iturbe, anunció un cambio de horario para las 4:30am. Sin embargo, debido a diferentes reclamos se retrocedió en la decisión.  
Actualmente, Ñuqanchik también tiene programas en edición mediodía y noche.  

## Reconocimientos
El programa tuvo una mención honrosa en los Global Media Awards.